# Гленгаррі

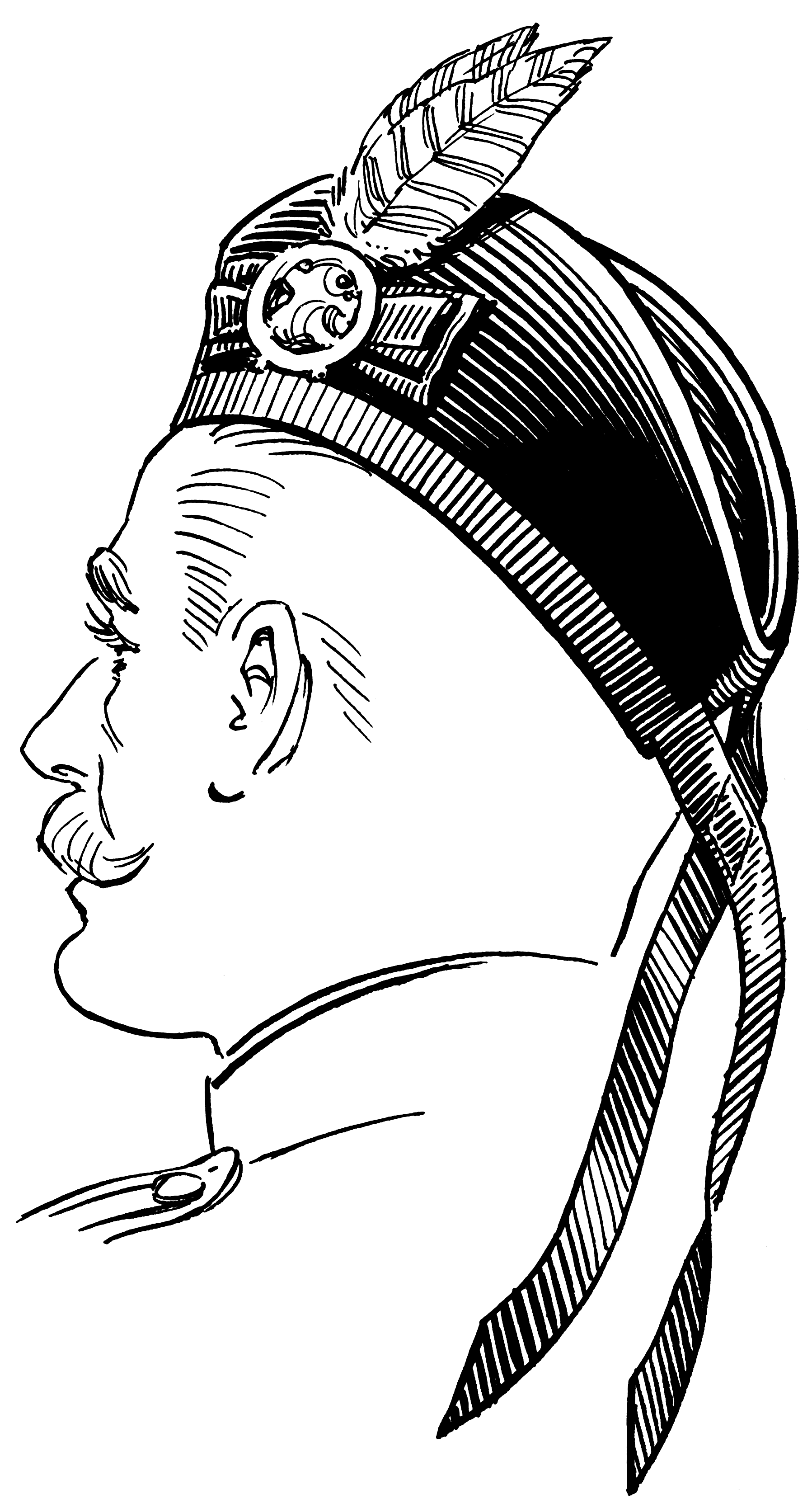
Шапка гленгаррі

Гле́нгаррі або ґле́нгаррі (англ. glengarry) — це традиційна шотландська шапка, виготовлена з товстошліфованого вовняного матеріалу, прикрашена помпоном (т.з. toorie) згори, а також часто розеткоподібною кокардою з лівого боку та стрічками, що звисають ззаду. Зазвичай його носять як частину шотландського військового або шотландського національного костюму, як за офіційних, так і за неформальних обставин, у якості альтернативи беретам балморал або тем-о-шенте.

## Історія

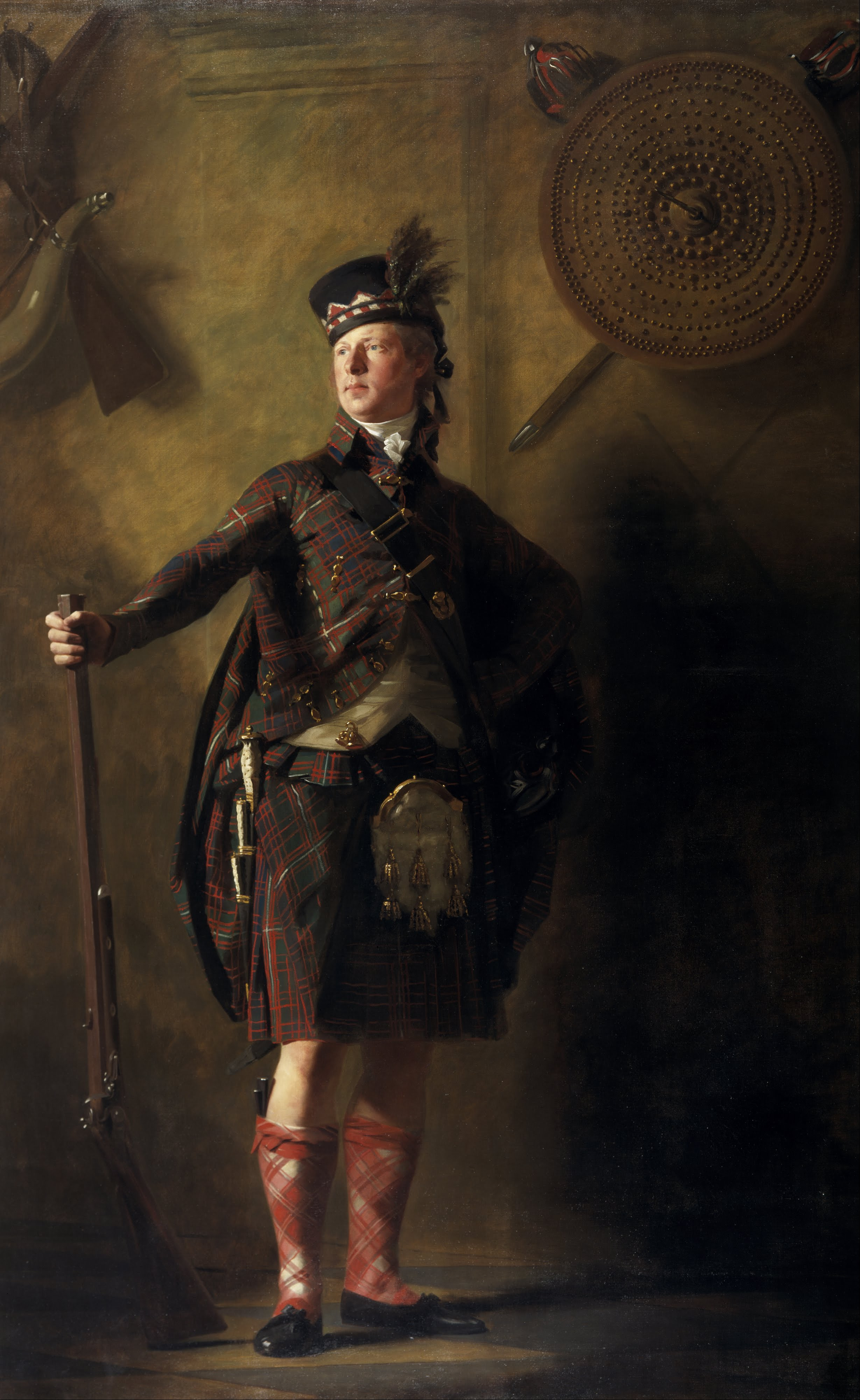
Александр Ранальдсон Макдонелл Гленгарський у 1812 р.

Традиційно вважається, що шапка гленгаррі вперше з'явилася в якості головного убору Хайлендського оборонного корпусу, коли вони були сформовані в 1794 році Олександром Ранальдсоном МакДонеллом Гленгарським з клану МакДонелл з Гленгаррі. Тому іноді говориться, що Макдонелл винайшов гленгаррі, але неясно, чи показують ранні зображення цивільних осіб або озброєної піхоти справжню гленгаррі, яку можна скласти, або лише стандартний військовий капюшон того періоду, просто «загнутий догори» або якому надана більш «подовжена форма». Перше використання класичної, військової гленгаррі могло відбутися лише в 1841 році, коли, як кажуть, його представив для волинщиків 79-ї піхоти командуючий офіцер підполковник Лодердейл Моле.
І тільки в 1850-х роках шапочка гленгаррі стала характерним головним убором Шотландських полків британської армії. До 1860 року гленгаррі без краю в клітинку і зазвичай з пером, були прийняті волинщиками всіх полків, крім 42-го («Чорні дозори»), чиї волинщики носили парадний капелюх з пір'я (feather bonnet). У 1914 році всі шотландські піхотні полки носили темно-сині гленгаррі в нецеремоніальних випадках, за винятком стрілецького полку Камеронійців (Шотландські Стрільці), які носили їх в зеленому кольорі, і шотландських гвардійців, які носили кашкети або кашкети кольору хакі.
Стрічки в клітинку на гленгаррі були або червоними, білими та синіми для королівських полків, або червоними, білими та зеленими для інших. Відповідно до регламенту, помпони на вершині можуть бути червоними, королівсько-синіми або чорними. Чорна Варта та Камеронські Хайлендери Її Величності, однак, носили гленгарі без клітинки, а 93-й (Сазерлендські) Хайлендери були унікальними в тому, що вони носили простий червоно-білий візерунок у шаховому порядку. Це було на згадку про позицію 93-го корпусу Сазерлендських Хайлендерів у битві під Балаклавою, увічнену як Тонка червона лінія (Балаклавська битва).
У період між 1868 і 1897 роками гленгаррі також носили як повсякденну шапку для більшості британських солдатів, поки її на короткий час не замінили шапкою польової служби. Коли її було відроджено в 1937 році, в Положенні про форму армії універсальна шапка для польової служби (що використовувалась британською армією у Другій світовій війні) описувалась як «подібна за формою до гленгаррі»..

## Сучасність

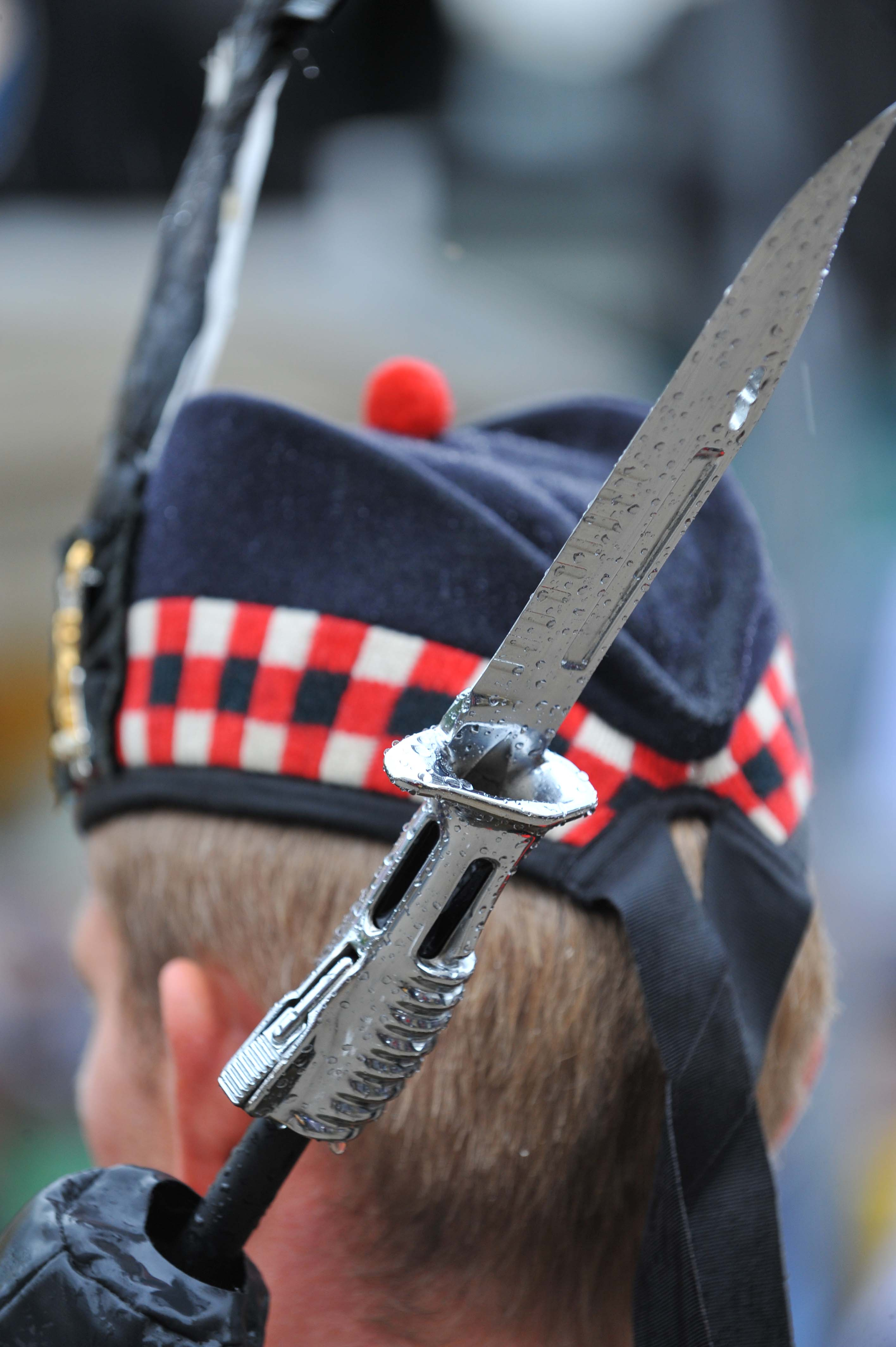
Гленгаррі, надягнута на параді (Королівський полк Шотландії, 2011).

Гленгаррі продовжували носити в темно-синьому кольорі всі полки шотландської дивізії аж до остаточного об'єднання їх з Королівським полком Шотландії в 2006 році. У парадному одязі гленгаррі носилася всіма полками, крім Чорної Варти, які носили синій берет балморал, а також музикантів деяких полків, які носили пір'яні шапки в повній парадній формі одягу. Чорна варта, однак, носила простий синій гленгаррі в деяких випадках форми з клітчастими штанами. Камеронійці (Шотландські Стрільці) носили звичайну гвинтівку до зеленого гленгаррі аж до їхнього розформування в 1968 році. Синій гленгаррі, який зараз носить Королівський полк Шотландії, має червону, синю та білу клітинку, червоний помпон, чорну шовкову кокарду та значок полку, увінчаний пером тетерука (Tetrao tetrix). Це остання традиція, взята від Королівських Шотландців та Шотландських прикордоників Його Величності. Інші військові сили Співдружності, які мають шотландські та високогірські полки, також використовують гленгаррі.

### Ірландська армія
Головний убір, який носив Кавалерійський корпус Ірландської армії, називається Гленгаррі, але більше схожий на кобін за зовнішнім виглядом, ніж на однойменну шотландську шапку. Він був розроблений в 1934 році для Кавалерійського корпусу як більш практичний головний убір, ніж стандартний гостроверхий козирок в умовах їхніх броньованих машин і танків. Гленгаррі того ж кольору, що і армійська службова форма з чорною смугою і двома чорними стрічками з ластівчиним хвостом ззаду. Значок кепки надягається над лівим оком. Співробітники військового запасу носять подібну гленгаррі шапку, але із зеленою пов'язкою та стрічками, як частиною службової форми одягу. Армійські волинщики та барабанщики носять чорний гленгаррі з шафрановою смугою та стрічками і темно-зеленим пасмом пір'я.

## Цивільне носіння
Гленгаррі носять співробітники чоловічої статі Голірудхаусу — офіційної резиденції королеви в Шотландії.
Гленгаррі також зазвичай носять цивільні особи, зокрема у духових оркестрах, але її можна вважати допустимим капелюхом, який носить чоловік у повсякденному шотландському національному вбранні або денному одязі. У цьому випадку він найчастіше має червоний відтінок. У духових оркестрах жінки також часто носять гленгаррі.
Гленгаррі — головний убір, передбачений Правилами одягу для членів Хлопчикової бригади, а саме для ворент-офіцерів, лейтенантів та бревет-капітанів.

## Поліція
У 1932 р. Персі Сілліто, головний констебль поліції міста Глазго, скасував традиційний поліцейський шолом і додав нову особливість до кашкетів, які носили його поліцейські. Цією новою особливістю стала чорно-біла клітчата полоса в кашкеті, зроблена на клітинках, які можна побачити на гленгаррі шотландських полків. Клітчаста стрічка, відома в народі як Тартан Сілліто, згодом поширилася на поліцейські сили в Австралії, Новій Зеландії та решті Сполученого Королівства, а також в деяких інших частинах світу, зокрема в Чикаго.

## Спосіб носіння
Правильний спосіб носіння гленгаррі змінився з кінця Другої світової війни. До 1945 р. гленгаррі носили, як правило, під крутим кутом, причому правий бік шапки носився низько, часто торкаючись вуха, а бік з каппою — вище на голові. Тенденція з кінця війни полягала в тому, щоб носити гленгаррі на рівні голови, з кутом шапки прямо над правим оком.